# NGC 6845A
NGC 6845A est une vaste galaxie spirale barrée située dans la constellation du Télescope. Sa vitesse par rapport au fond diffus cosmologique est de 6 220 ± 20 km/s, ce qui correspond à une distance de Hubble de 91,8 ± 6,4 Mpc (∼299 millions d'al).
NGC 6845A a été découverte par l'astronome britannique John Herschel en 1834, mais il se pourrait que ce soit aussi NGC 6845B ou les deux confondues avec une seule (voir NGC 6845, historique des observations).
La classe de luminosité de NGC 6845A est II.

## Supernova
La supernova SN 2008da a été découverte dans NGC 6845A le 7 juin 2008 par G. Pignata et al. dans le cadre du programme de recherche de supernovas CHASE (CHilean Automatic Supernova sEarch) de l'université du Chili. D'une magnitude apparente de 17,3 au moment de sa découverte, elle était de type II.